# Festspielhaus St. Pölten

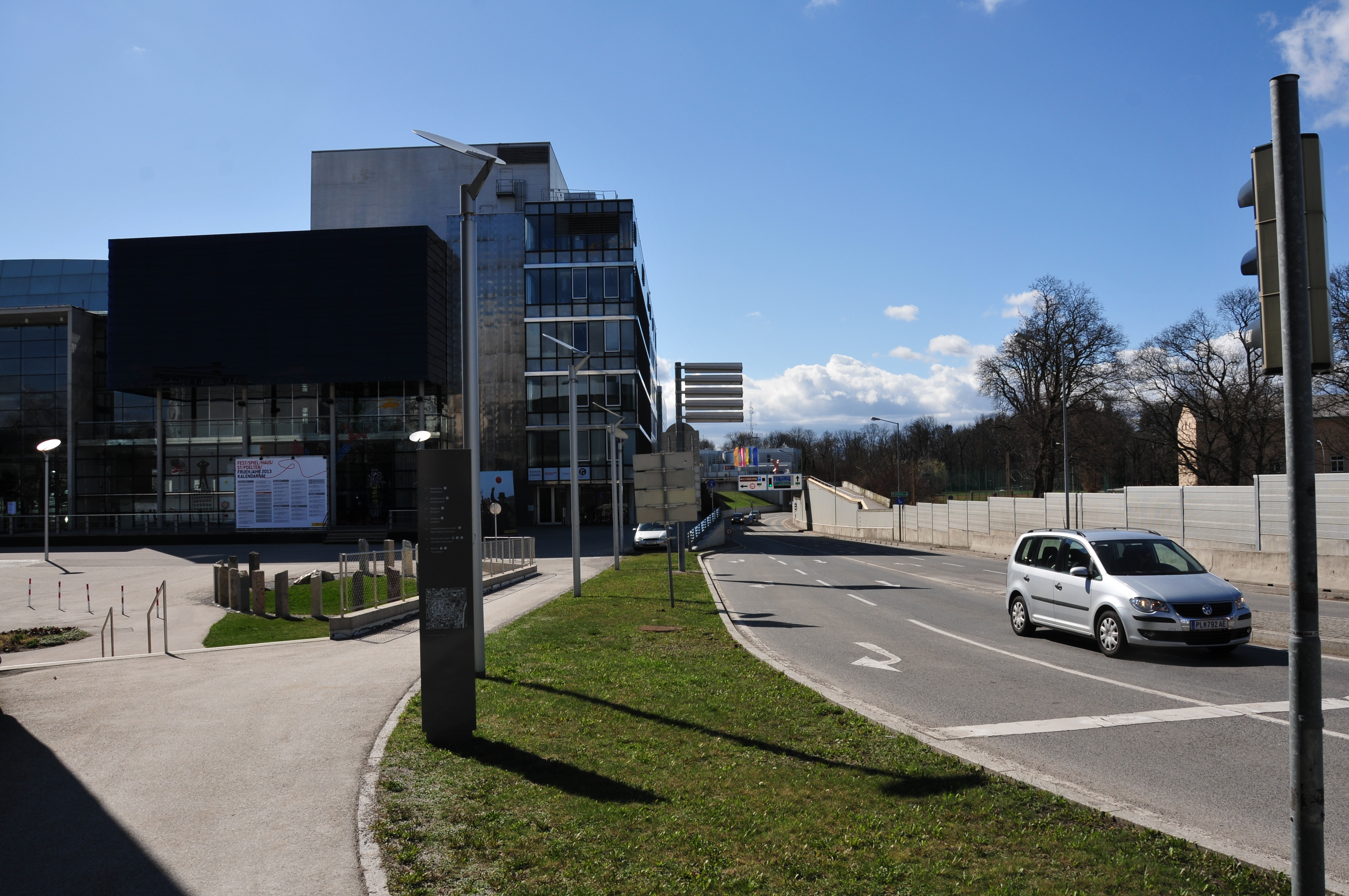
Festspielhaus von Norden

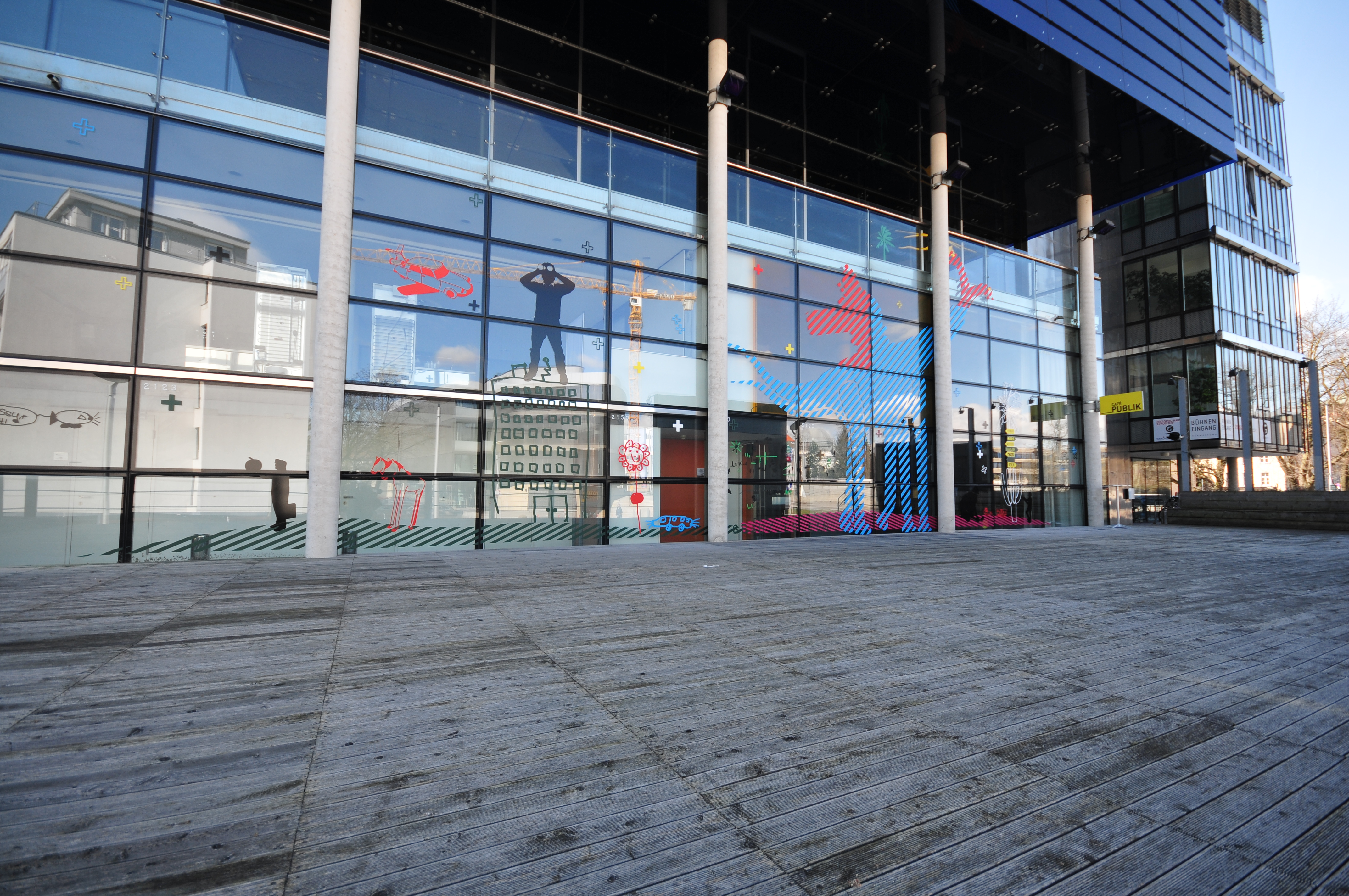
Eingangsbereich

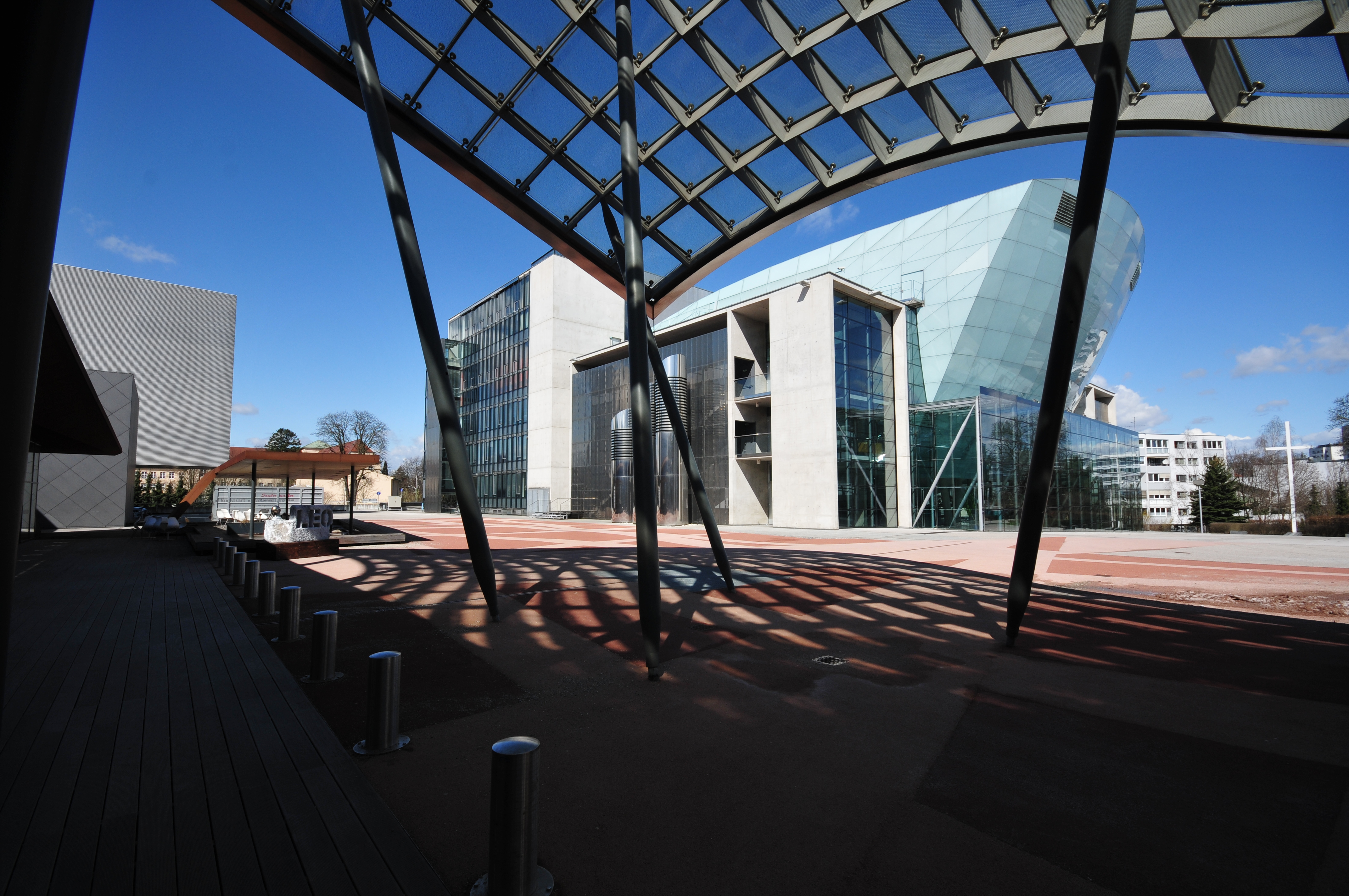
Anblick vom Landesmuseum

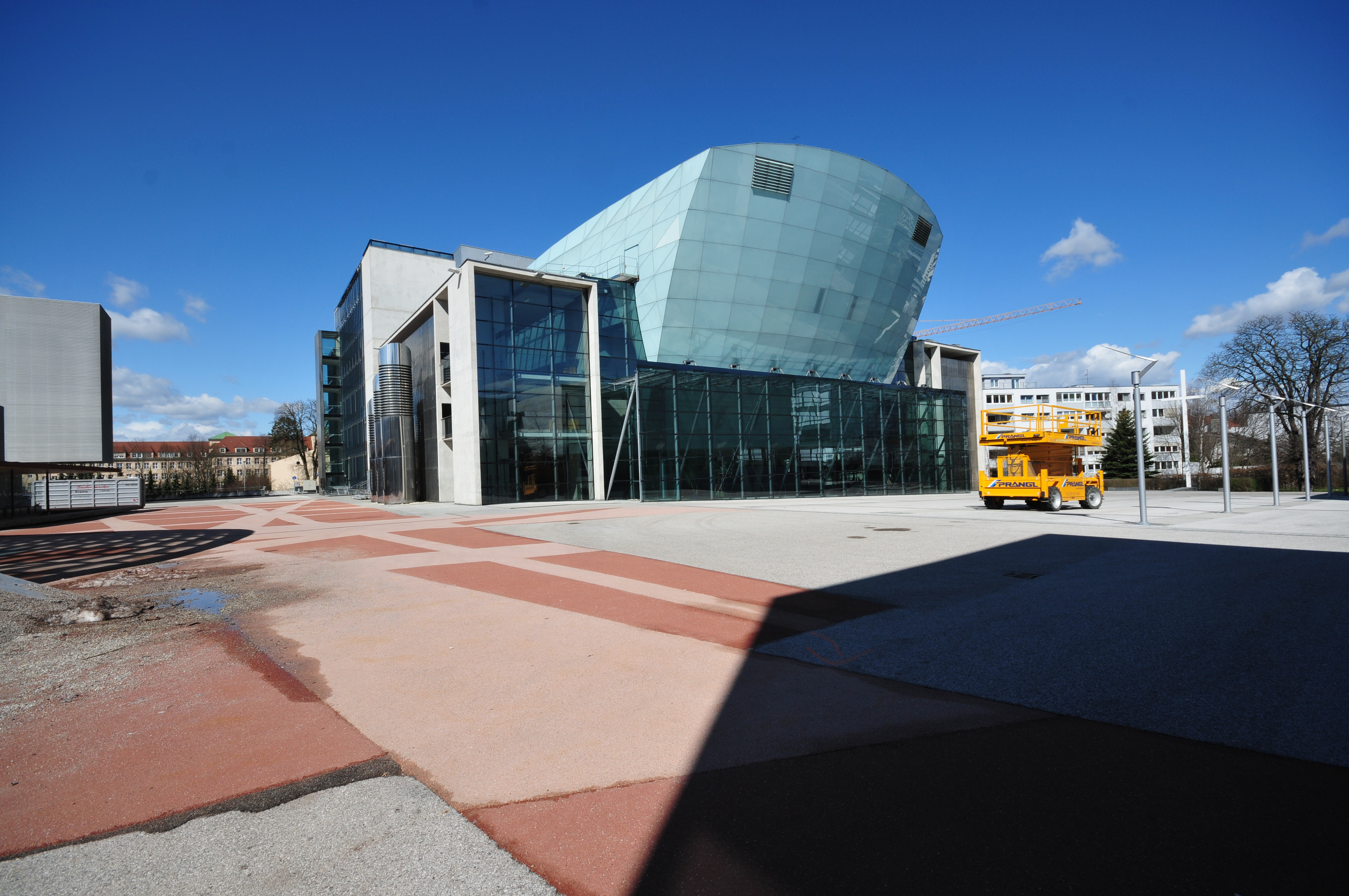
St. Pölten Landhausviertel

Das Festspielhaus St. Pölten ist ein österreichisches Festspielhaus im St. Pöltner Regierungsviertel.

## Positionierung
Das Festspielhaus St. Pölten ist einer der markantesten Theaterbauten zeitgenössischer Architektur in Österreich und ist seit seiner Gründung 1997 zu einem führenden Spielort mit einer der größten Bühnen für Tanz- und Musik im Dialog zwischen Tradition und Moderne entwickelt. Als saisonal spielendes Mehrspartenhaus präsentiert das Festspielhaus St. Pölten Tanzproduktionen von zeitgenössischem Ballett bis zur internationalen Kreation, Konzerte von Klassik bis Jazz und World, Jugendformate, und seit der Spielzeit 2013 auch wieder Kammermusik. Der Spielplan umfasst Veranstaltungen bestehend aus Gastspielen, Koproduktionen und Artist Residencies. Seit seiner Eröffnung im Jahr 1997 ist das Festspielhaus St. Pölten ständige Residenz des Tonkünstler-Orchester Niederösterreich, das mit seinem Konzertzyklus eine der wesentlichen Programmsäulen im Festspielhaus darstellt. Ergänzt wird das klassische Musikprogramm durch internationale Orchesterkonzerte.

## Geschichte
Das Festspielhaus St. Pölten wurde am 1. März 1997 mit einem Konzert des Tonkünstler-Orchesters Niederösterreich eröffnet.

## Architektur

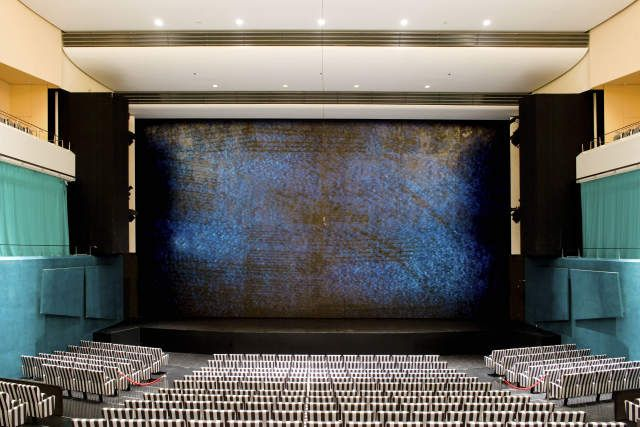
Der Große Saal mit dem Eisernen Vorhang von Eva Schlegel bietet Platz für über 1.000 Besucher

Das vom österreichischen Architekten Klaus Kada entworfene Festspielhaus verfügt über insgesamt vier Säle, die für Kulturveranstaltungen verschiedener Größenordnung geeignet sind. Neben Orchesterkonzerten und Tanzproduktionen werden auch Brauchtumsveranstaltungen, Konzerte der Unterhaltungsmusik und Opern-Aufführungen präsentiert.
Der Große Saal des Hauses verfügt im Zuschauerraum über maximal 1.063 Sitzplätze, 70 Stehplätze und 4 Rollstuhlstellplätze. Die Ausstattung der Bühne ermöglicht Musik- und Tanztheateraufführungen. Für Orchesterkonzerte wurde eine eigene Orchestermuschel gefertigt. Durch geringe mechanische Veränderungen bietet der Große Saal gute Bedingungen für Tanz sowie auf Grund seiner Akustik ebenso für Konzerte und Musiktheater. Die möglichen Veränderungen beziehen sich auf Decke, Wand und Bühnenportal. Die Konzertmuschel ist ein wesentliches Element der Akustik. Der Eiserne Vorhang, welcher den Zuschauerraum vom Bühnenraum trennt, stellt mit fast 20 Metern Breite und einer Höhe von über 10,5 Metern das größte Bildende Kunstwerk des Landes dar. Die gesamte Konstruktion wiegt 14,5 Tonnen. Er wurde von der Künstlerin Eva Schlegel gestaltet.
Die Seitenwände und Brüstungen wurden von Bernhard Schutti in traditioneller Marmorino gefertigt.
Neben dem Großen Saal gibt es den Kleinen Saal, der für die Aufführung von Kammermusik-Veranstaltungen genutzt wird. Darüber hinaus stehen für Veranstaltungen im kleineren Rahmen „Probebühne 1“ und „Probebühne 2“ zur Verfügung. 

## Gastspiele und Auftritte
Das Festspielhaus ist die Residenz des Tonkünstler-Orchesters Niederösterreich, das pro Saison ca. 15 Konzerte und auch einige Spezialprojekte – etwa unter der Leitung von Marc Piollet, Julia Jones, Guido Mancusi, Jun Märkl, Michail Jurowski, Christian Muthspiel, Ari Rasilainen oder Thomas Zehetmair sowie international bekannten Solisten wie z. B. Rudolf Buchbinder, Elisabeth Van Keulen, Renaud Capuçon, Murat Coşkun, Antoni Dontschew, Bernarda Fink, Clemens Hagen, Marc-André Hamelin, Stephen Hough, Elisabeth Kulman, Otto Lechner, Daniel Müller-Schott, Wolfgang Puschnig, Lise de la Salle Benjamin Schmid oder Elisabeth Schwarz – im Haus spielt. Seit September 2015 ist Yutaka Sado Chefdirigent dieses Orchesters.
Im Bereich Tanz waren und sind u. a. mehrere Produktionen des Sadler’s Wells Theaters zu Gast sowie die Choreografen und Tänzer Sidi Larbi Cherkaoui, Angelin Preljocaj, Alain Platel, Osamu Tezuka, Sylvie Guillem, Akram Khan, Wayne McGregor oder Martin Schläpfer. Weiters waren Choreografien von Mats Ek und Jiří Kylián zu sehen. Aus dem Bereich der E-Musik sind unter anderem die Wiener Philharmoniker, das London Symphony Orchestra oder das Bolshoi Orchester zu Gast. 
2006 wurde in diesem Haus die erste österreichische Wiederaufführung von Jacques Offenbachs Wiener Oper Die Rheinnixen (Wiener Hofoper 1864) gespielt.

## Künstlerische Leitung
- 1998–2002 Mimi Wunderer
- 2002–2009 Michael Birkmeyer
- 2009–2013 Joachim Schlömer
- ab 2013 Brigitte Fürle
- seit 1. September 2022 Bettina Masuch[2]